# Torremocha de Jadraque
Torremocha de Jadraque ist ein Ort und eine Gemeinde (municipio) mit 23 Einwohnern (Stand: 2024) im Nordwesten der Provinz Guadalajara in der Autonomen Gemeinschaft Kastilien-La Mancha in Zentralspanien.

## Lage und Klima
Torremocha de Jadraque liegt in einer Höhe von ca. 935 m in der Kulturlandschaft der Serranía. Die Entfernung zur südsüdwestlich gelegenen Provinzhauptstadt Guadalajara beträgt ca. 46 Kilometer (Fahrtstrecke). Das Klima ist gemäßigt bis warm; Regen (485 mm/Jahr) fällt übers Jahr verteilt.

## Bevölkerungsentwicklung
| Jahr      | 1970 | 1981 | 1991 | 2001 | 2011 | 2021 |
| Einwohner | 53   | 26   | 18   | 16   | 30   | 20   |

## Sehenswürdigkeiten
- Michaeliskirche